# Gare d'Izukyū Shimoda
La gare d'Izukyū Shimoda (伊豆急下田駅, Izukyū Shimoda-eki) est une gare ferroviaire terminus située à Shimoda, dans la préfecture de Shizuoka au Japon. Elle est exploitée par la compagnie Izukyū Corporation. 

## Situation ferroviaire
Gare en cul-de-sac, Izukyū Shimoda est située au point kilométrique (PK) 45,7 de la ligne Izu Kyūkō.

## Histoire
La gare a été inaugurée le 10 décembre 1961.

## Service des voyageurs

### Accueil
La gare dispose d'un bâtiment voyageurs, avec guichets, ouvert tous les jours.

### Desserte
- Ligne Izu Kyūkō :
  - voies 1 et 3 : direction Itō (interconnexion avec la ligne Itō pour Atami)
  - voie 2 : direction Atami, Yokohama et Tokyo (services Odoriko)